# 紐約號兩棲運輸船塢艦
紐約號兩棲運輸船塢艦（USS New York LPD-21）是一艘隸屬於美國海軍的兩棲運輸船塢艦（amphibious transport dock），是聖安東尼奧級（San Antonio-class）的五號艦，也是美國海軍旗下第七艘以紐約為名、與第五艘以紐約州為名並實際服役的軍艦，以維吉尼亞州諾福克為母港，2009年12月7日正式就役。此艦最著名之處，是它的船身有大約7.5噸的鋼料，是回收自911事件中倒塌的世界貿易中心大樓，主要用於製造船首部分。

## 用途與背景
紐約號與其他同級姊妹艦的艦身，都是首度完全使用電腦輔助設計（CAD）進行設計的結果，因此擁有迥異於傳統兩棲作戰用艦艇的流線外型。其功能主要是作為海軍陸戰隊兩種重要的作戰設備——氣墊登陸船（LCAC）與MV-22B鶚式垂直起降機——的停泊與起降載台。
就在九一一襲擊事件發生後不久，時任紐約州州長的喬治·保陶基寫了一封信給當時的海軍部長戈登·英格蘭（Gordon R. England），要求海軍能將一艘會參與反恐戰爭的軍艦命名為紐約號，以便紀念在該事件的受害者，也促成了紐約號的誕生。2003年時，紐約號的建造合約確定，由諾斯洛普格魯曼造船系統（Northrop Grumman Ship Systems, NGSS）位於路易西安納州紐奧良的造船廠負責建造。
除了紐約號之外，另外還有兩艘聖安東尼奧級的姊妹艦，也擁有和九一一事件相關的艦名：編號LPD-24的阿靈頓號（USS Arlington LPD-24）與編號LPD-25的薩默塞特號（USS Somerset LPD-25）分別是以維吉尼亞州阿靈頓與賓州桑莫塞為名，這兩地都是在事件中受到攻擊的地方。其中阿靈頓是遭挾持的美國航空77號班機所撞擊的美國國防部五角大廈所在地，而桑莫塞郡內的尚克斯維爾鎮，則是有「勇氣航班」之稱的聯合航空93號班機最後墜毀的地點。

## 外部連結
- 紐約號官方網頁 （页面存档备份，存于）（美國海軍）（英文）